# إدوارد غارلاند
إدوارد غارلاند (بالإنجليزية: Edward Garland)‏ (1826 في المملكة المتحدة - 4 سبتمبر 1882) هو لاعب كريكت بريطاني (وحمل سابقاً جنسية المملكة المتحدة لبريطانيا العظمى وأيرلندا). لعب مع نادي مقاطعة سري للكريكت ‏.

## وصلات خارجية
- إدوارد غارلاند على موقع إي آس بي آن كريك إنفو (الإنجليزية)